# Dún Fearbhaí

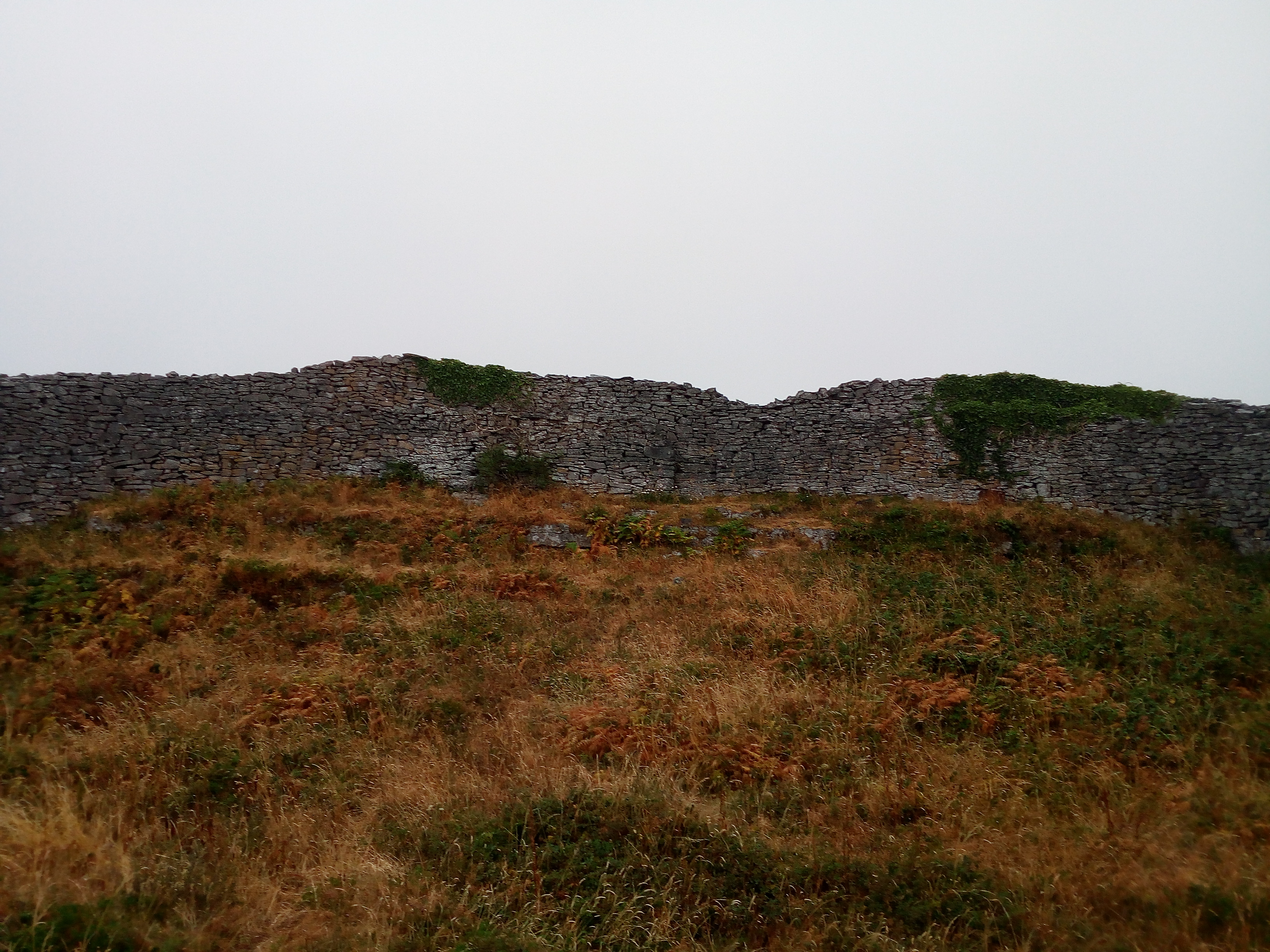
Dún Fearbhaí

Dún Fearbhaí [duːn ˈfʲaɾvˠiː] (englisch Doonfarbagh) ist ein Steinfort im Townland Ceathrú an Lisín (englisch Carrownlisheen), westlich des Hafens An Córa (Cora Point) auf der Aran-Insel Inis Meáin im County Galway in Irland. 
Das von einer einfachen Mauer umwallte etwa rechteckige Ringfort mit stark gerundeten Ecken, liegt nahe dem höchsten Punkt der Insel und ist ein National Monument. Es misst etwa 27,5 × 23,5 m. Die Trockenmauer hat im Inneren eine Stufe auf die mehrere Treppen führen. Der Zugang liegt im Osten. 
Das genaue Errichtungsdatum ist unbekannt, aber das Dún stammt wahrscheinlich aus der Eisenzeit. Es wurde auch ins 5. Jahrhundert datiert. Es ist eines von sieben Steinforts auf den Aran-Inseln. 